# 2 км (зупинний пункт, Донецька залізниця)
2 км — пасажирська зупинна залізнична платформа Луганської дирекції Донецької залізниці.
Розташована в м. Луганськ, Ленінський район, Луганської області на лінії Луганськ — Лутугине між станціями Луганськ (2 км) та Лутовинівське Селище (1 км).
Через військову агресію Росії на сході України транспортне сполучення припинене.